# Aleksandrs Čekulajevs
Aleksandrs Čekulajevs (ur. 10 września 1985 w Rydze) – łotewski piłkarz występujący obecnie w estońskim zespole Narva Trans na pozycji napastnika.

## Kariera
Aleksandrs Čekulajevs zaczął grać w piłkę w wieku 11 lat, w łotewskim klubie Auda Ryga. Po krótkiej przygodzie z FK Ryga w 2006, gdzie w sześciu meczach strzelił jedną bramkę, wrócił do grającej wówczas w 2. lidze Audy z Rygi. Tutaj eksplodował jego talent strzelecki i w trzydziestu meczach strzelił aż 50 bramek. Tym samym zwrócił na siebie uwagę pierwszoligowej FK Jūrmala-VV.
W pierwszej lidze łotewskiej nie zrobił jednak kariery ani w sezonie 2008 (trzy bramki w 21 meczach), ani 2009 (sześć meczów, żadnej bramki) i trafił do islandzkiego Víkingur Ólafsvík. W sezonie 2008/2009 zaliczył udany epizod w czeskim FK Náchod-Deštné.
Mimo udanych występów w Víkingur Ólafsvík, Čekulajevs zmienił klub i w 2011 przeszedł do estońskiego Narva Trans. W swoim pierwszym sezonie w 1. lidze estońskiej Čekulajevs zdobył 46 bramek w 35 meczach.

## Sukcesy
- król strzelców Latvijas futbola 1. līga (1): 2007
- zwycięzca 2. ligi islandzkiej: 2010
- król strzelców ligi estońskiej (1): 2011
- Najlepszy Strzelec Roku 2011 wg. IFFHS